# Чеське телебачення
«Чеське телебачення» (чеськ. Česká televize) — чеський суспільний мовник, роботу якого регулює Закон про Чеське телебачення.

## Канали

### ČT1
Перший канал Чеського телебачення транслює, зокрема, про загальну публіку і своєю структурою найбільше подібний до комерційних каналів. Він транслює серіали, фільми, документальні фільми, новини та розважальні програми.

### ČT2
Канал ČT2 транслює документальні програми та фільми (як власного, так і іноземного виробництва, найбільше від BBC Earth), спеціалізовані серіали (наприклад Гру престолів чи Окуповані) або програми для дітей, які не увійшли в програму ČT: D.

### ČT24
Цілодобовий канал новин та публіцистики ČT24, подібно до каналів BBC World або CNN.

### ČT Sport
Спортивним каналом Чеського телебачення є ČT Sport, на якому можна знайти деякі на живо спортивні передачі (Олімпійські ігри, Чемпіонат світу з футболу ітд.), різні програми про спорт та інші спортивні реляції.

### ČT: D
Телеканал громадського мовлення ČT: D є для молодих глядачів віком від 4 до 12 років. Перше мовлення дитячого телеканалу громадського мовлення розпочато 31 серпня 2013 року разом з каналом ČT art.

### ČT art
Культурний канал Чеського телебачення ČT art транслює студентські творіння та програми пов'язані з музичним та образотворчим мистецтвом та театром.

## Історія

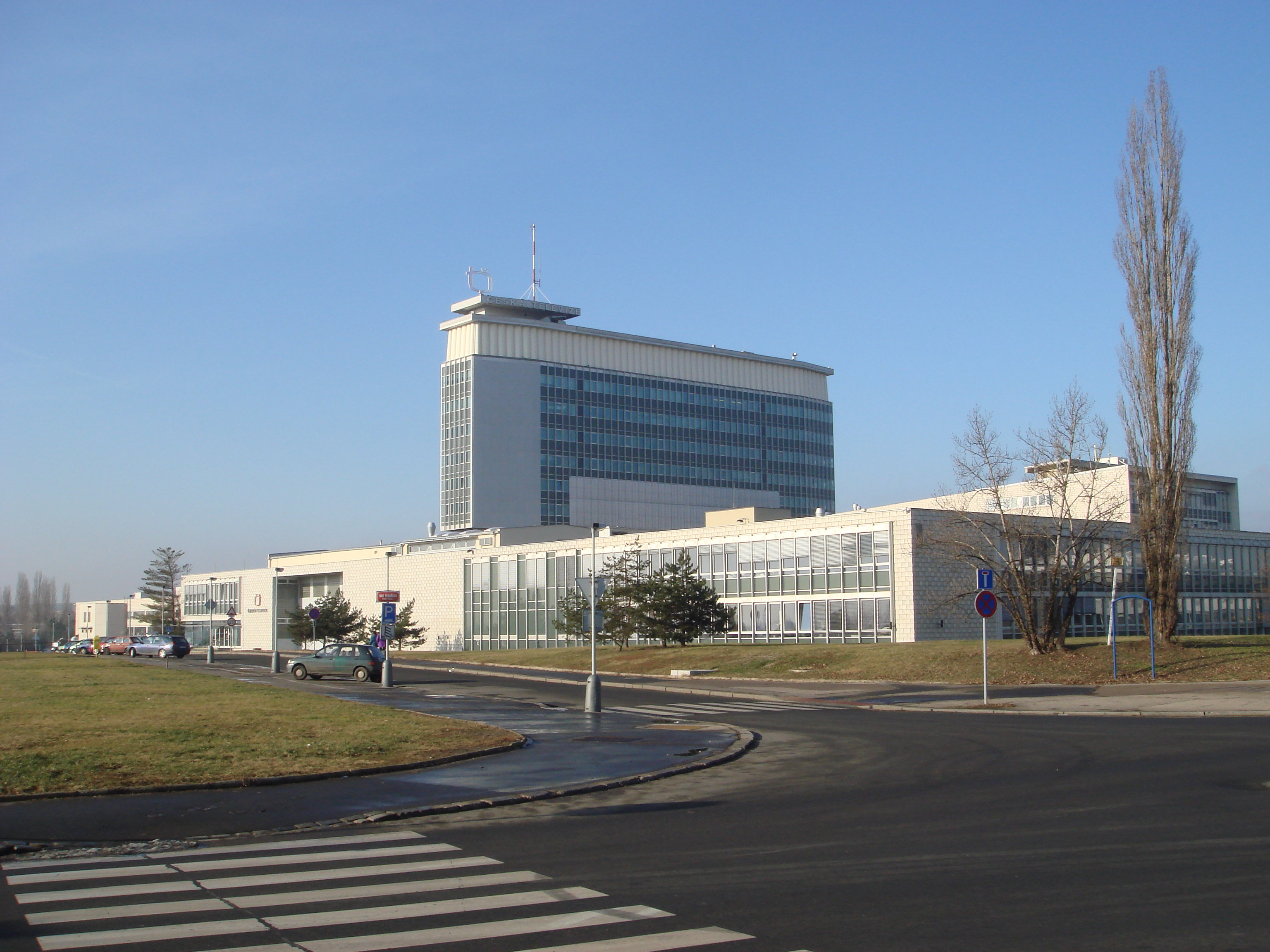
Будинок чеського телебачення

Попередником Чеського телебачення було з 1 травня 1953 року Чехословацьке телебачення (Československá televize, ČST).
Телеканал громадського мовлення Чеське телебачення було засновано 1 січня 1992 року як юридична особа яка погосподарює власний маєток та телемережі. Він транслювався на колишньому каналі ČTV та виробляв випуски новин для федерального каналу F1, об'єднаного Чехословацького телебачення, до кінця 1992 року, коли розпалася Чехословаччина.
З 1 січня 1993 року до лютого 1994 ČT транслювало 3 канали в Чехії, доки одна з частот була віддана новому комерційному телеканалу TV Nova.
Нові канали (канал новин ČT24 та спортивний канал ČT4) з'явилися в ефірі 2005 та 2006 відповідно, як частина запланованого початку трансляції цифрового телебачення. ČT24 був запущений 2 травня 2005 року, а ČT4 — 10 лютого 2006.